# 雜草 (單曲)
〈雜草〉（日语：／ Sodatsuzassou */?）是日本女歌手鬼束千尋的第11張單曲，於2004年10月27日發行。單曲為鬼束結束為期約一年的休養期後以及從東芝EMI轉會至Universal SIGMA旗下的A&M唱片公司後的復出作品。歌曲由鬼束作曲兼填詞，並首次擔任製作人的身份，而松本大英與歌曲的編曲者深澤秀行則同時擔任歌曲的聯合製作人。
歌曲的主要風格為J-Pop與搖滾樂，突破鬼束過往歌曲以鋼琴為主的歌姬形象，以激烈的曲風唱出「即使身處在絕望的情況下，也能感受到往上爬的生命力」的主題。歌曲獲得樂評家褒貶不一的評價，包括讚賞鬼束在歌曲裡的聲樂，以及批評讓人想起怨恨痛苦的歌詞。單曲發行後未能取得商業成功，以約3萬張的累積銷量刷新鬼束當時進榜單曲的最低銷量。
〈雜草〉一曲未有拍攝音樂錄影帶，鬼束亦僅在「SWEET LOVE SHOWER 2004」音樂節上演唱過歌曲一次。由於單曲發行後鬼束的身體再次出現問題，因此中止所有後續宣傳活動而停業休養。

## 背景與發行
2003年9月，鬼束千尋因聲帶結節而入院接受切除手術，其後進入休養期而停止所有音樂活動。期間東芝EMI為鬼束發行〈好日子遠行‧往西〉與〈與我共舞華爾滋〉兩張單曲，並把原訂發行的第4張原創專輯改為單曲盒裝合集《SINGLE BOX》發行，而鬼束本人則因休養未有為任何作品進行宣傳。
2004年，鬼束與東芝EMI的唱片合約結束後，於同年7月宣佈轉投Universal SIGMA旗下的廠牌A&M唱片公司，成為該廠牌的首位日本藝人，而相隔約一年的新單曲發行消息亦同時公開。新單曲〈雜草〉的詳細消息於同年8月公開，單曲分為初回版與通常版兩版本發行，各有不同封面。作品發行後，鬼束因為身體問題而再次停止活動休養，原訂的電視演出與雜誌訪問等宣傳活動被逼全數取消。

## 詞曲
〈雜草〉由鬼束千尋作曲、填詞與製作，並由深澤秀行編曲，深澤與松本大英亦擔任歌曲的聯合製作人。歌曲以C大調創作，每分鐘達80拍，全長4分3秒，鬼束在歌曲的音域從最低的G3到最高的D5。歌曲的主要風格為J-Pop與搖滾樂，使用樂器包括電貝斯、爵士鼓、結他與弦樂器。
歌曲以「即使身處在絕望的情況下，也能感受到往上爬的生命力」為主題，寫出鬼束在休養一年復出樂壇的新心境。歌曲亦包括「再沒有必要得到救濟」、「心情就如野狗一般」，以及「我現在正步向死亡」等歌詞。

## 專業評價
〈雜草〉於發行前後獲得樂評家褒貶不一的評價。《CD Journal》的編輯讚賞歌曲是一首充滿速度感的搖滾樂曲，並洋溢出刺痛的情感。他亦讚賞歌曲的聲樂有著強烈的存在感，並稱歌曲為出色的傑作。Excite的編輯以10分滿分給予歌曲8分的評價，讚賞鬼束於歌曲的轉變在令人驚訝的同時亦感到興奮。他亦讚賞鬼束在歌曲的一字一句都仿如有生命般生動飛躍進他的耳朵，並期待展開了第二幕的鬼束今後會為歌迷展現些甚麼。《Yeah!! J-Pop!》的秋野櫻讚賞了歌曲具攻擊性的聲音與歌詞，並指歌曲是作為藝術家的鬼束千尋有力地講述今後發展的痛快作品。《Oricon》的編輯指歌曲對於停留在〈月光〉的人來說會有大吃一驚的感覺，並讚賞鬼束在歌曲的聲樂並不是純粹粗暴的搖滾感，而是稍為有種不可思議的感覺。
《聆聽日本》的青雪吉木指以結他為中心的搖滾樂曲顛覆了鬼束原本以鋼琴為主的歌姬形象，但批評歌曲一連串讓人想起怨恨痛苦的歌詞，並指無論孰好孰壞，從這張單曲便知道這種自我消耗的氣質就是鬼束所表現的核心。音樂DB.com的Hayashi指雖然鬼束的搖滾大姐新形象有種過時的感覺，但歌詞裡的情感顯得更加鮮明立體，並認為這代表她可能想要掀起原本多餘的神秘面紗。《Bounce》的菊地成孔給予歌曲負面的評價，認為歌曲「絕對者與拯救者」的感覺跟「敗犬性感」的感覺就像炒麵跟麵包一樣被強行混合在一起，並指歌曲完全迷走狀態般的歌詞雖然有趣但卻不可能大賣。　

## 商業成績
〈雜草〉發行後未能獲得商業上的成功。在《Oricon公信榜》，〈雜草〉於發行首日空降單曲日榜單第6位，其後以21,979張的首週銷量登上週榜單第10位。
單曲其後的累積銷量僅約3萬張，比前作〈與我共舞華爾滋〉約6.6萬張的累積銷量下滑超過一半。單曲的在榜週數亦只有4週，並創下鬼束當時進榜單曲的最低銷量。

## 現場表演
鬼束千尋鮮有在公開表演上演唱〈雜草〉，僅在單曲發行前於2004年9月20日舉行的「SWEET LOVE SHOWER 2004」音樂節上演唱過一次。鬼束當日以黑髮的新形象，穿著黑紅間條的上衣與黑色迷你短裙，並一改以往裸足演唱的習慣，在3,000名觀眾面前穿著紅色網襪跟靴子演唱歌曲。表演的片段其後於SPACE SHOWER電視臺作為音樂節的部分完整公開，而鬼束的官方網站亦限時公開當日個人的演唱片段。

## 歌曲列表
| CD 線上下載 | CD 線上下載          | CD 線上下載 |
| 曲序        | 曲目                 | 时长        |
| ----------- | -------------------- | ----------- |
| 1.          | 雜草（）             | 4:03        |
| 2.          | Rainman              | 3:35        |
| 3.          | 雜草（backingtrack） | 3:57        |
| 总时长：    | 总时长：             | 11:35       |

## 製作名單
資料來自〈雜草〉單曲通常版內頁。

| 〈雜草〉 - 鬼束千尋－作曲、填詞、製作、聲樂 - 深澤秀行－編曲、編程、聯合製作 - 松本大英－聯合製作、錄製、混音 - 田中秀樹－電貝斯 - 佐野康夫－爵士鼓 - 秋滿謙章－結他 - 落合徹也－弦樂 | 〈Rainman〉 - 鬼束千尋－作曲、填詞、製作、聲樂、鋼琴 - 深澤秀行－編曲、聯合製作 - 松本大英－聯合製作、錄製、混音 |

## 銷售榜單
| 榜單（2004年）             | 最高 位置 |
| -------------------------- | --------- |
| 日本單曲榜日榜單（Oricon） | 6         |
| 日本單曲榜週榜單（Oricon） | 10        |

## 資料來源
1. 1 2  . Gossip History. 2017-10-02  [2021-04-08]. （原始内容存档于2021-01-23） （日语）.
2. ↑  . Universal Music Japan. 2004-07-23  [2021-04-08]. （原始内容存档于2018-07-04） （日语）.
3. ↑  . Tower Records. 2004-08-27  [2021-04-08] （日语）.
4. ↑  . Oricon. 2009-02-19  [2021-04-08] （日语）.
5. 1 2 3   (單曲內頁). 鬼束千尋. A&M. 2004-10-27.
6. ↑  . Yahoo!ミュージック. 2004-09-01  [2021-04-08]. （原始内容存档于2004-10-29） （日语）.
7. 1 2  . CD Journal.   [2021-04-08] （日语）.
8. 1 2  . Excite.   [2021-04-08]. （原始内容存档于2005-02-05） （日语）.
9. ↑  秋野櫻. . Yeah!! J-Pop!. 2004-11-01  [2021-04-08]. （原始内容存档于2005-03-19） （日语）.
10. ↑  . Oricon.   [2021-04-08]. （原始内容存档于2004-10-24） （日语）.
11. ↑  青雪吉木. . Listen Japan. 2004-10-30  [2021-04-08]. （原始内容存档于2005-03-19） （日语）.
12. ↑  Hayashi. . OngakuDB.com. 2004-11-01  [2021-04-08]. （原始内容存档于2005-03-19） （日语）.
13. ↑  菊地成孔. . Bounce. 2004-11-04  [2021-04-08]. （原始内容存档于2016-10-25） （日语）.
14. 1 2  . Oricon.   [2021-04-08]. （原始内容存档于2004-10-28） （日语）.
15. 1 2  . Oricon.   [2021-04-08]. （原始内容存档于2004-10-28） （日语）.
16. ↑  . BIGLOBE.   [2021-04-08]. （原始内容存档于2018-06-12） （日语）.
17. 1 2 3  . barks. 2004-09-21  [2021-04-08]. （原始内容存档于2015-06-18） （日语）.
18. ↑  . RbbToday. 2004-10-29  [2021-04-08]. （原始内容存档于2015-08-14） （日语）.